# Succivo
Succivo è un comune italiano di 8 817 abitanti della provincia di Caserta in Campania. Era in origine un sobborgo dell'antica Atella, fucina della commedia latina, è sede del Museo archeologico dell'Agro Atellano.

## Geografia fisica
Situato nell'agro atellano, a sud-est dell'agro aversano, a due passi dall'antica città di Atella.

## Origini del nome
Il suo nome proviene dal latino subsecivusager (da cui Succivo) che indicava il terreno non buono in quanto rimanenza di terreni non centuriati e non assegnabili perciò incolti.

## Storia
I documenti più antichi rinvenuti in cui si fa menzione di Teverolaccio, borgo medievale parte del comune di Succivo, risalgono al 1522 In quest'epoca suo proprietario era il barone Giovan Battista Palumbo.
Noto anche come Castello di Teverolaccio, Piano di Teverolaccio, Borgo di Teverolaccio e Casale di Teverolaccio, è situato a circa 500 metri dal centro di Succivo. Si compone di una torre, un castello, una chiesetta dedicata a San Sossio e un agglomerato di case, il tutto racchiuso da mura, il cui perimetro è tuttora ben visibile e sulle quali si aprono tre porte di accesso. La torre aragonese costituisce il primitivo nucleo di Teverolaccio, cui successivamente è stato accostato il palazzo ora visibile.
Prima dell'istituzione del comune di Atella di Napoli, avvenuta sotto il Fascismo, comprendeva anche la frazione Casapuzzano.
Dopo lo scioglimento del comune, Casapuzzano passò a Orta di Atella.
Attualmente fa parte dell'Unione dei Comuni chiamata "Atella".

### Simboli
Lo stemma del comune di Succivo è costituito dall'immagine di san Paolo, su campo d'argento, tenente nella mano destra una
spada con la punta poggiata a terra.

## Monumenti e luoghi d'interesse
- Chiesa della Trasfigurazione
- Chiesa di San Sossio
- Museo archeologico dell'Agro Atellano
- Cappella della Madonna dell'Oglio

## Società

### Evoluzione demografica
Abitanti censiti

## Geografia antropica
Il comune, come si può leggere nello statuto, è composto dal solo capoluogo, del cui territorio è però parte integrante anche il borgo medievale di Teverolaccio. Si tratta di un piccolo borgo antico, già casale di Aversa in epoca pre-borbonica e che ha fatto parte, durante il Fascismo, del comune di Atella di Napoli.

## Economia
A vocazione quasi esclusivamente agricola nel primo dopoguerra, viene poi investito negli anni settanta/ottanta dal boom economico e speculativo consentendo la nascita di imprese edili che assorbono e formano operai e tecnici. Negli stessi anni lo sviluppo della provincia viene caratterizzato da insediamenti industriali ex novo.
Una parte del territorio è entrata a far parte del Pit del Distretto Industriale nº 5 e diventerà un centro di ricerca della moda.

## Infrastrutture e trasporti
Il comune era servito dalle linee della CTP Napoli.

## Amministrazione
| Periodo | Periodo   | Primo cittadino     | Partito                                 | Carica                    | Note |
| ------- | --------- | ------------------- | --------------------------------------- | ------------------------- | ---- |
| 1946    | 1964      | Pasquale Maisto     | Democrazia Cristiana                    | Sindaco                   |      |
| 1964    | 1970      | Antonio Tinto       | Democrazia Cristiana                    | Sindaco                   |      |
| 1970    | 1970      | Mario Lampitelli    | Democrazia Cristiana                    | Sindaco                   |      |
| 1970    | 1975      | Pasquale Maisto     | Democrazia Cristiana                    | Sindaco                   |      |
| 1975    | 1977      | Vittorio Tinto      | Democrazia Cristiana                    | Sindaco                   |      |
| 1977    | 1978      | Pasquale Maisto     | Democrazia Cristiana                    | Sindaco                   |      |
| 1978    | 1983      | Alessandro Tinto    | Democrazia Cristiana                    | Sindaco                   |      |
| 1983    | 1985      | Salvatore Tessitore | Partito Comunista Italiano              | Sindaco                   |      |
| 1985    | 1986      | Antonio Colella     | Partito Socialista Democratico Italiano | Sindaco                   |      |
| 1986    | 1987      | Salvatore Tessitore | Partito Comunista Italiano              | Sindaco                   |      |
| 1987    | 1988      | Francesco Papa      | Democrazia Cristiana                    | Sindaco                   |      |
| 1988    | 1988      | Salvatore Tessitore | Partito Comunista Italiano              | Sindaco                   |      |
| 1988    | 1990      | Francesco Papa      | Democrazia Cristiana                    | Sindaco                   |      |
| 1990    | 1991      | Paolino Maddaloni   |                                         | Commissario prefettizio   |      |
| 1991    | 1992      | Paolino Maddaloni   |                                         | Commissario straordinario |      |
| 1992    | 1993      | Gaetano Pastena     | Democrazia Cristiana                    | Sindaco                   |      |
| 1993    | 1994      | Biagio De Angelis   | Democrazia Cristiana                    | Sindaco                   |      |
| 1994    | 1994      | Antonio Carrino     | Partito Socialista Italiano             | Sindaco                   |      |
| 1994    | 1997      | Alessandro Balzano  | Partito Democratico della Sinistra      | Sindaco                   |      |
| 1997    | 1997      | Mario Vasco         |                                         | Commissario prefettizio   |      |
| 1997    | 1997      | Mario Vasco         |                                         | Commissario straordinario |      |
| 1997    | 2000      | Alessandro Balzano  | L'Ulivo                                 | Sindaco                   |      |
| 2000    | 2000      | Angelo Orabona      |                                         | Commissario prefettizio   |      |
| 2000    | 2001      | Angelo Orabona      |                                         | Commissario straordinario |      |
| 2001    | 2006      | Salvatore Tessitore | Rifondazione Comunista                  | Sindaco                   |      |
| 2006    | 2011      | Francesco Papa      | L'Unione                                | Sindaco                   |      |
| 2011    | 2016      | Antonio Tinto       | Lista civica di centro-sinistra         | Sindaco                   |      |
| 2016    | 2021      | Gianni Colella      | Lista civica di centro-sinistra         | Sindaco                   |      |
| 2021    | in carica | Salvatore Papa      | Lista civica                            | Sindaco                   |      |